# 笠間駅
笠間駅（かさまえき）は、茨城県笠間市下市毛にある東日本旅客鉄道（JR東日本）水戸線の駅である。

## 概要
平成の大合併以前の旧・笠間市の中心市街地、当時の市役所（現在の笠間支所）および笠間日動美術館、笠間稲荷神社、佐白山（笠間城跡）の最寄駅である。
現在の市役所本庁舎の最寄駅は常磐線友部駅である。

## 歴史
- 1889年（明治22年）1月16日：水戸鉄道の駅として開設[2]。
- 1892年（明治25年）3月1日：譲渡に伴い日本鉄道に移管。
- 1906年（明治39年）10月31日：国有化[2]。
- 1909年（明治42年）10月12日：線路名称制定、水戸線の駅となる。
- 1915年（大正4年）11月22日：笠間人車軌道（後に「笠間稲荷軌道」と改称）笠間駅前 - 笠間町間開通[4]。
- 1930年（昭和5年）11月17日：笠間稲荷軌道廃止[4]。
- 1970年（昭和45年）2月20日：貨物取扱廃止[2]。
- 1984年（昭和59年）2月1日：荷物扱い廃止[2]。
- 1987年（昭和62年）4月1日：国鉄分割民営化により、東日本旅客鉄道（JR東日本）の駅となる[2]。
- 1992年（平成4年）12月20日：みどりの窓口営業開始[5]。
- 2001年（平成13年）11月18日：ICカードSuica供用開始。
- 2006年（平成18年）
  - 3月14日：みどりの窓口営業終了[6]。
  - 3月15日：「もしもし券売機Kaeruくん」導入[6]。
- 2009年（平成21年）3月14日頃：発車メロディ導入。
- 2012年（平成24年）2月27日：「もしもし券売機Kaeruくん」営業終了。
- 2014年（平成26年）4月29日：発車メロディ変更。
- 2015年（平成27年）
  - 4月1日：JR水戸鉄道サービスが駅業務を受託する業務委託駅となる。
  - 7月1日：駅業務受託がJR東日本ステーションサービスへ移管。

## 駅構造
単式ホーム1面1線と島式ホーム1面2線、計2面3線を有する地上駅。木造駅舎を備える。両ホームは跨線橋で連絡している。2006年（平成18年）には、ホーム段差改良工事と跨線橋取替に加え、跨線橋にエレベーターが新設された。
水戸統括センター（友部駅）管理の業務委託駅（JR東日本ステーションサービス受託）。Suica対応の自動改札機が設置されている。2006年（平成18年）3月15日に導入された「もしもし券売機Kaeruくん」は、2012年（平成24年）2月27日限りで営業を終了し、代わりに多機能券売機が導入された。

### のりば
| 番線 | 路線    | 方向 | 行先           |
| ---- | ------- | ---- | -------------- |
| 1    | ■水戸線 | 下り | 友部・水戸方面 |
| 2・3 | ■水戸線 | 上り | 下館・小山方面 |

（出典：JR東日本:駅構内図）
- 3番線は主に臨時列車が使用するほか、19時09分発の小山行が発着する。

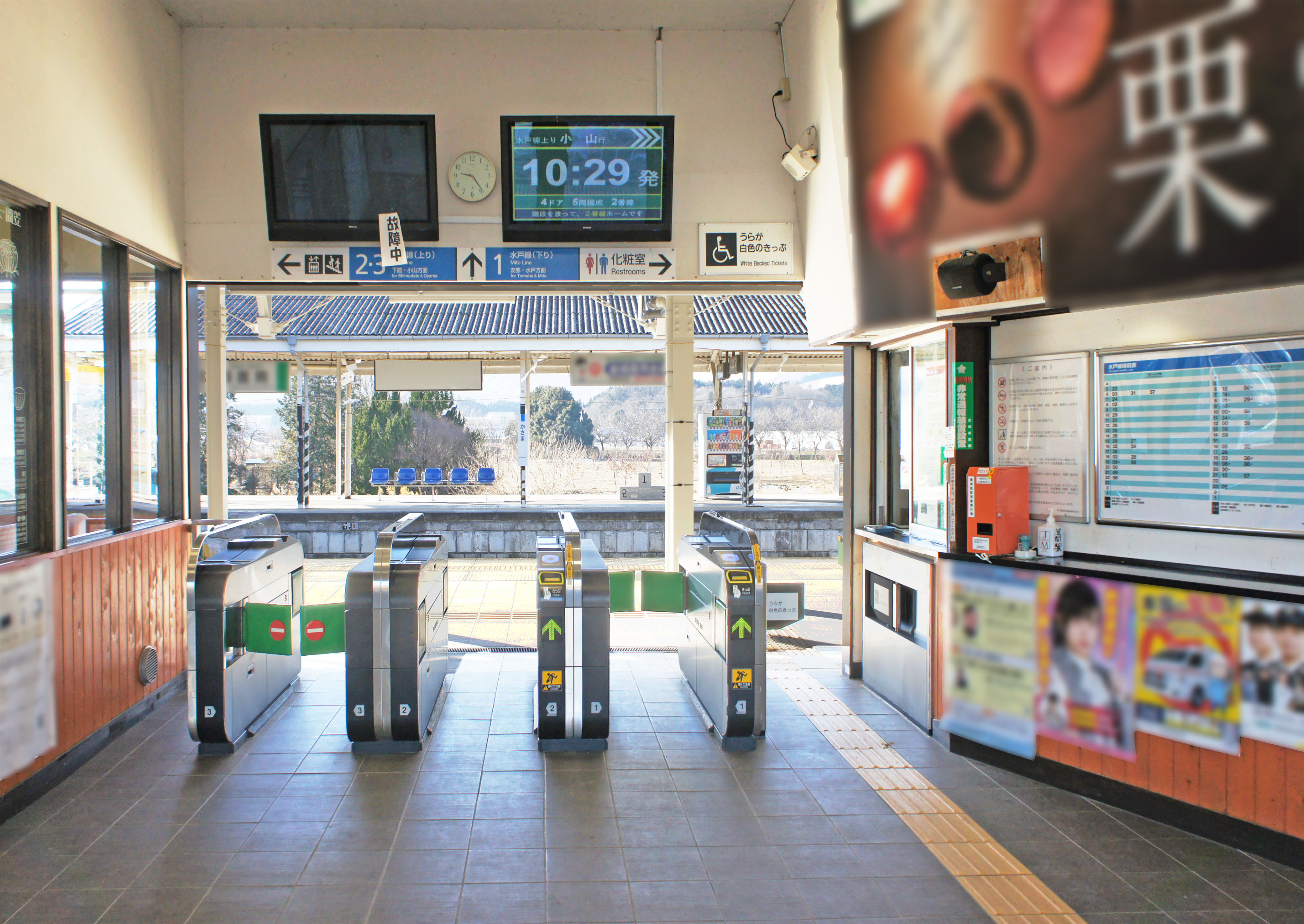
改札口（2022年1月）
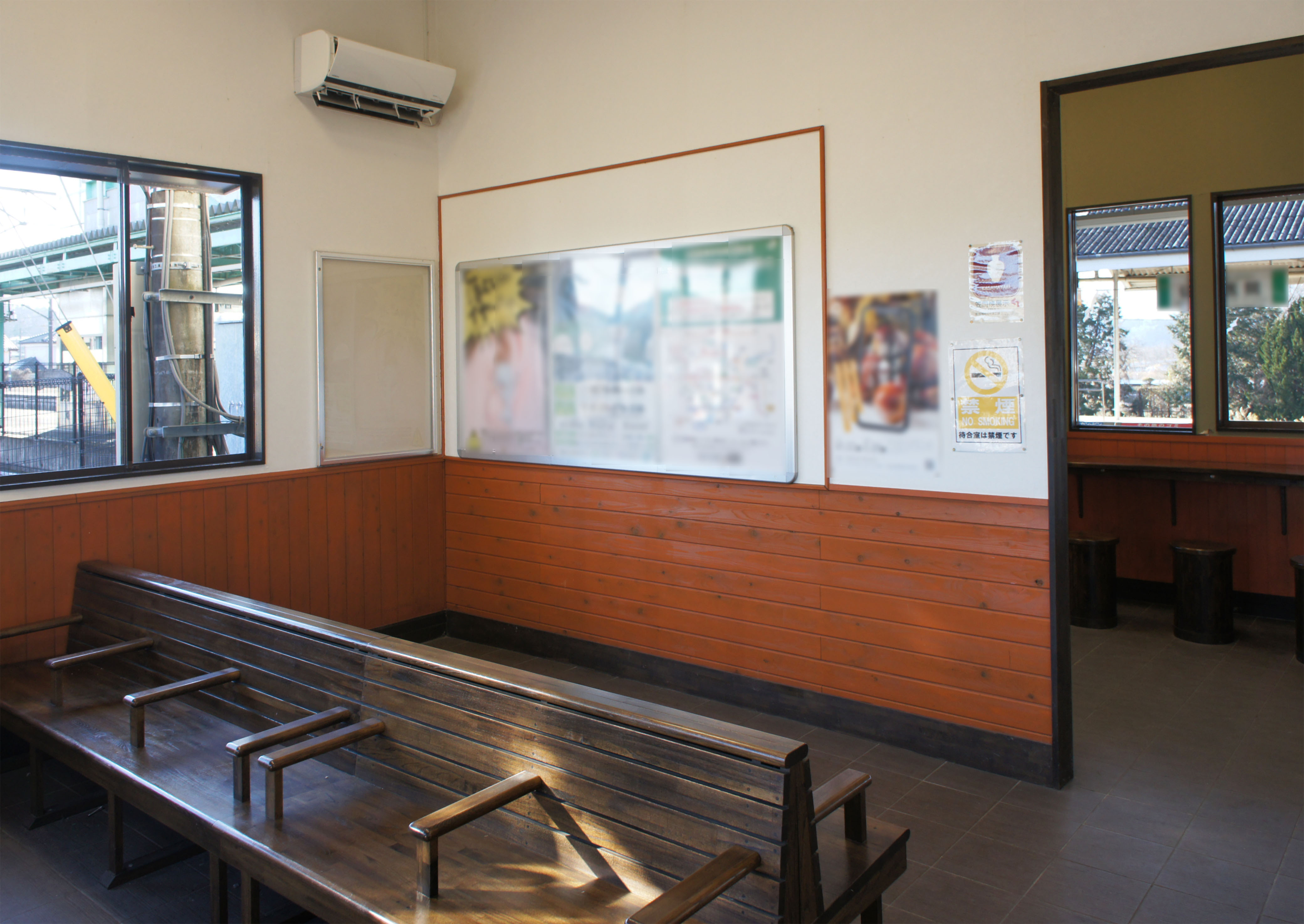
待合室（2022年1月）
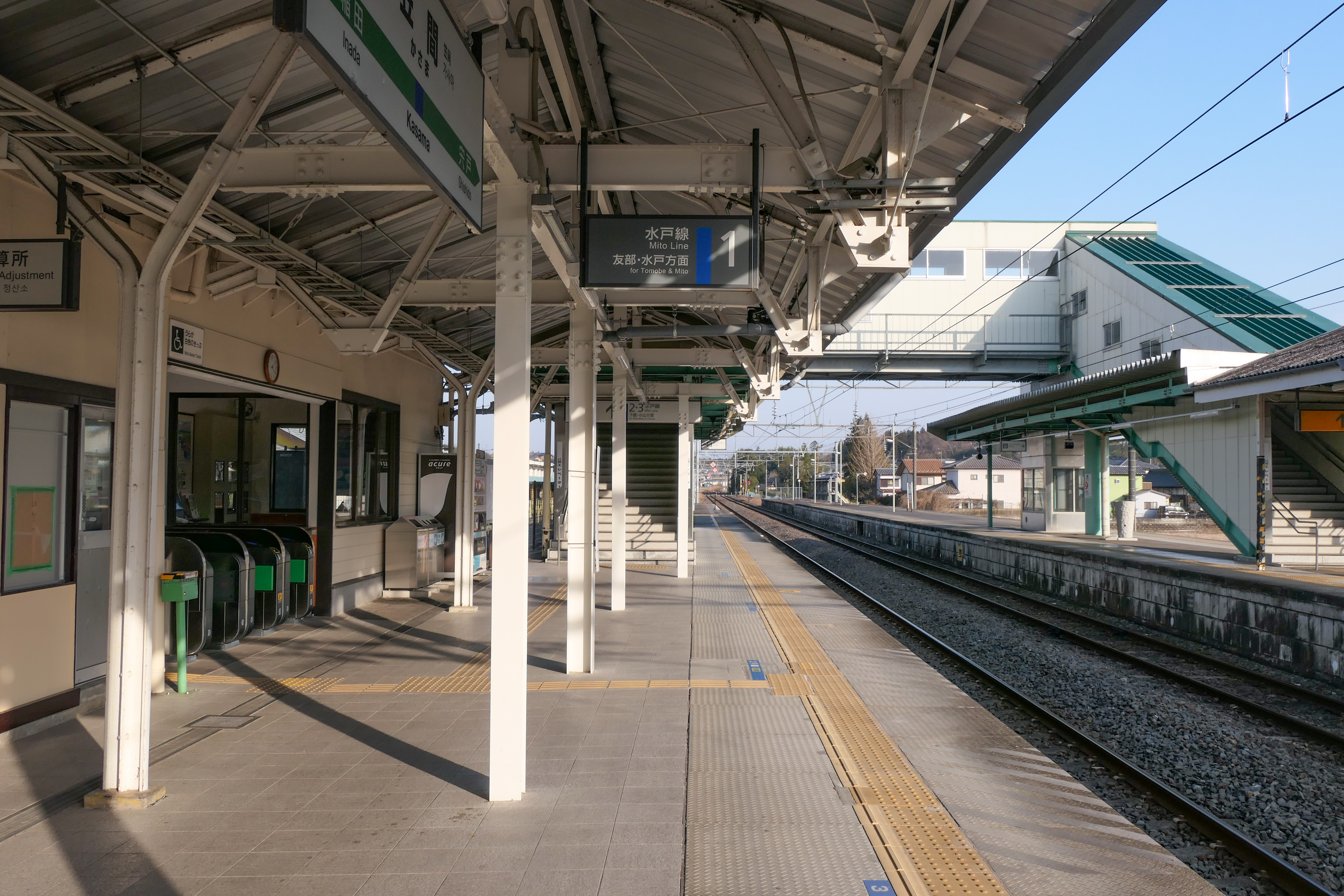
1番線ホーム（2022年3月）
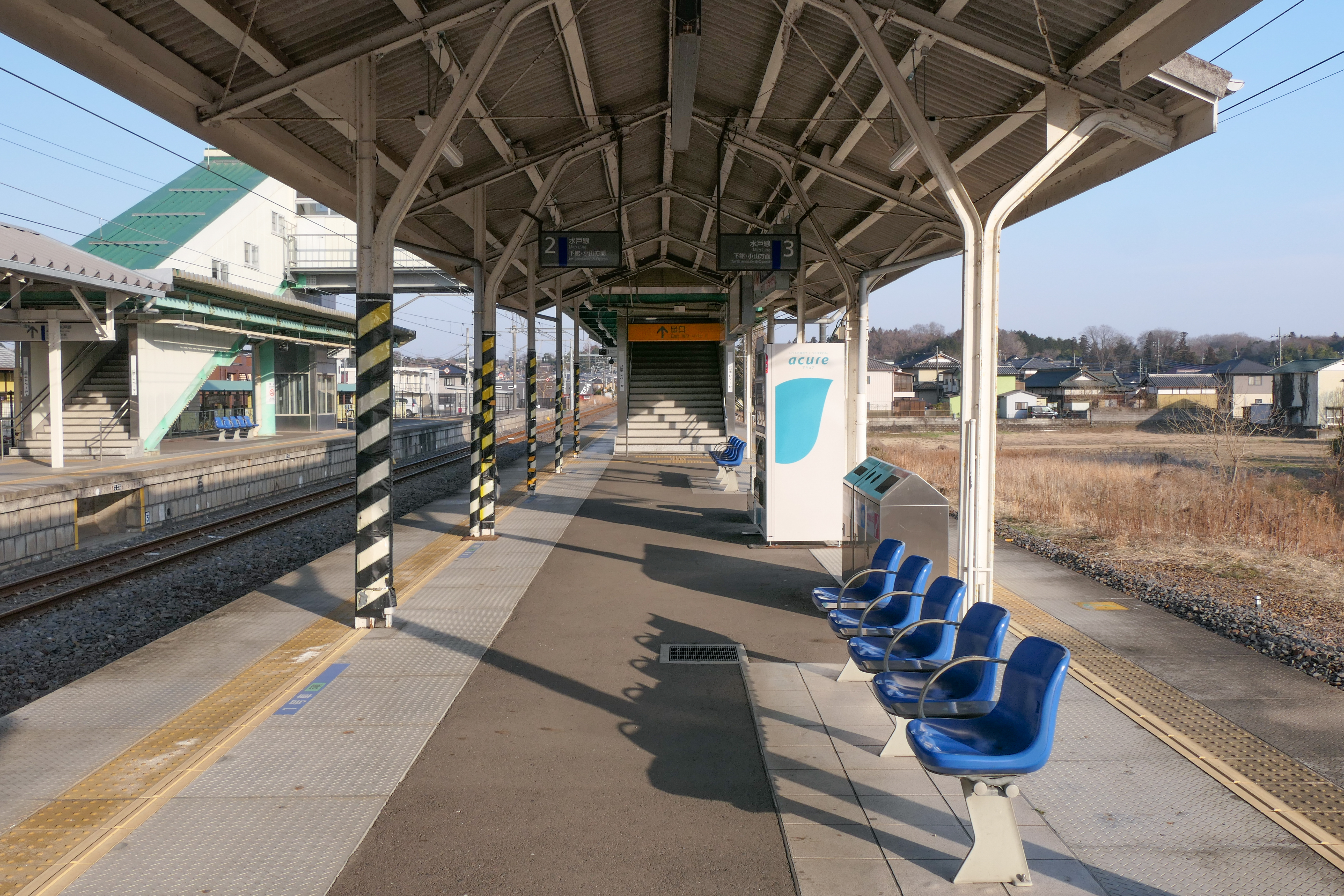
2・3番線ホーム（2022年3月）

### 発車メロディ
発車メロディは、笠間市にゆかりのある歌手・坂本九の楽曲が使われている。
- 1番線 「幸せなら手をたたこう」
- 2・3番線 「レットキス」

ワンマン化によって発車ベルのスイッチを扱わなくなったため、スイッチは撤去されている。現在は車外スピーカーによって14秒ほど曲が流れる。

## 利用状況
JR東日本によると、2023年度（令和5年度）の1日平均乗車人員は1,125人である。
2000年度（平成12年度）以降の推移は以下の通り。
| 乗車人員推移       | 乗車人員推移     | 乗車人員推移    |
| 年度               | 1日平均 乗車人員 | 出典            |
| ------------------ | ---------------- | --------------- |
| 2000年（平成12年） | 1,894            | [ 利用客数 2 ]  |
| 2001年（平成13年） | 1,907            | [ 利用客数 3 ]  |
| 2002年（平成14年） | 1,845            | [ 利用客数 4 ]  |
| 2003年（平成15年） | 1,754            | [ 利用客数 5 ]  |
| 2004年（平成16年） | 1,718            | [ 利用客数 6 ]  |
| 2005年（平成17年） | 1,644            | [ 利用客数 7 ]  |
| 2006年（平成18年） | 1,642            | [ 利用客数 8 ]  |
| 2007年（平成19年） | 1,566            | [ 利用客数 9 ]  |
| 2008年（平成20年） | 1,547            | [ 利用客数 10 ] |
| 2009年（平成21年） | 1,474            | [ 利用客数 11 ] |
| 2010年（平成22年） | 1,406            | [ 利用客数 12 ] |
| 2011年（平成23年） | 1,363            | [ 利用客数 13 ] |
| 2012年（平成24年） | 1,405            | [ 利用客数 14 ] |
| 2013年（平成25年） | 1,403            | [ 利用客数 15 ] |
| 2014年（平成26年） | 1,374            | [ 利用客数 16 ] |
| 2015年（平成27年） | 1,420            | [ 利用客数 17 ] |
| 2016年（平成28年） | 1,367            | [ 利用客数 18 ] |
| 2017年（平成29年） | 1,372            | [ 利用客数 19 ] |
| 2018年（平成30年） | 1,342            | [ 利用客数 20 ] |
| 2019年（令和元年） | 1,292            | [ 利用客数 21 ] |
| 2020年（令和02年） | 1,088            | [ 利用客数 22 ] |
| 2021年（令和03年） | 1,071            | [ 利用客数 23 ] |
| 2022年（令和04年） | 1,122            | [ 利用客数 24 ] |
| 2023年（令和05年） | 1,125            | [ 利用客数 1 ]  |

## 駅周辺
- 市営笠間駅北口自転車駐車場
- 市営笠間駅北口駐車場
- 笠間駅前観光案内所（レンタサイクル）
- 国道355号
- 茨城県立笠間高等学校
- 笠間市立笠間中学校
- 笠間市立笠間小学校
- 笠間稲荷神社
- 茨城県陶芸美術館
- 笠間市総合公園
- 笠間芸術の森公園
- 笠間日動美術館
- 春風萬里荘
- 笠間市役所笠間支所（旧・笠間市役所）
- 笠間公民館
- 笠間体育館
- 笠間郵便局
- 笠間駅前郵便局
- 涸沼川
- ケーズデンキ笠間店

## バス路線
「笠間駅」停留所は駅前のバスターミナルから、「笠間駅前」停留所は笠間駅前郵便局の前から発着する。
| のりば   | 運行事業者 | （路線）・行先                                  | 備考     |
| 笠間駅   | 笠間駅     | 笠間駅                                          | 笠間駅   |
| -------- | ---------- | ----------------------------------------------- | -------- |
| 1        | 茨城交通   | 芸術の森公園                                    |          |
| 2        | 茨城交通   | 桃山                                            | 平日運行 |
| 3        | 茨城交通   | かさま観光周遊バス：友部駅北口・工芸の丘        | 月曜運休 |
| 笠間駅前 |            |                                                 |          |
| －       | 茨城交通   | - 関東やきものライナー：秋葉原駅 - 急行：益子駅 |          |

## 隣の駅
東日本旅客鉄道（JR東日本）
■水戸線
稲田駅 - 笠間駅 - 宍戸駅

### 記事本文
1. 1 2 3 4  『週刊 JR全駅・全車両基地』 05号 上野駅・日光駅・下館駅ほか92駅、朝日新聞出版〈週刊朝日百科〉、2012年9月9日、28頁。
2. 1 2 3 4 5 6  石野哲 編『停車場変遷大事典 国鉄・JR編 II』（初版）JTB、1998年10月1日、467頁。ISBN 978-4-533-02980-6。
3. ↑  笠間市役所本庁舎位置
4. 1 2  『日本鉄道旅行地図帳』 3号《関東1》、今尾恵介（監修）、新潮社〈新潮「旅」ムック〉、2008年7月18日、41頁。ISBN 978-4-10-790021-0。「笠間稲荷運輸 笠間駅前〜稲荷神社前」
5. ↑  「「みどりの窓口」常磐線6駅に開設 JR水戸支社」『交通新聞』交通新聞社、1992年12月18日、3面。
6. 1 2  「みどりの窓口リストラ」『朝日新聞（夕刊）』朝日新聞社、2006年7月11日、23面。
7. ↑  “笠間駅（茨城県）”. あなたの駅前物語.  テレビ朝日 (2019年6月20日). 2023年6月18日閲覧。

### 利用状況
1. 1 2  “各駅の乗車人員（2023年度）”.   東日本旅客鉄道. 2024年7月21日閲覧。
2. ↑  “各駅の乗車人員（2000年度）”.   東日本旅客鉄道. 2019年3月10日閲覧。
3. ↑  “各駅の乗車人員（2001年度）”.   東日本旅客鉄道. 2019年3月10日閲覧。
4. ↑  “各駅の乗車人員（2002年度）”.   東日本旅客鉄道. 2019年3月10日閲覧。
5. ↑  “各駅の乗車人員（2003年度）”.   東日本旅客鉄道. 2019年3月10日閲覧。
6. ↑  “各駅の乗車人員（2004年度）”.   東日本旅客鉄道. 2019年3月10日閲覧。
7. ↑  “各駅の乗車人員（2005年度）”.   東日本旅客鉄道. 2019年3月10日閲覧。
8. ↑  “各駅の乗車人員（2006年度）”.   東日本旅客鉄道. 2019年3月10日閲覧。
9. ↑  “各駅の乗車人員（2007年度）”.   東日本旅客鉄道. 2019年3月10日閲覧。
10. ↑  “各駅の乗車人員（2008年度）”.   東日本旅客鉄道. 2019年3月10日閲覧。
11. ↑  “各駅の乗車人員（2009年度）”.   東日本旅客鉄道. 2019年3月10日閲覧。
12. ↑  “各駅の乗車人員（2010年度）”.   東日本旅客鉄道. 2019年3月10日閲覧。
13. ↑  “各駅の乗車人員（2011年度）”.   東日本旅客鉄道. 2019年3月10日閲覧。
14. ↑  “各駅の乗車人員（2012年度）”.   東日本旅客鉄道. 2019年3月10日閲覧。
15. ↑  “各駅の乗車人員（2013年度）”.   東日本旅客鉄道. 2019年3月10日閲覧。
16. ↑  “各駅の乗車人員（2014年度）”.   東日本旅客鉄道. 2019年3月10日閲覧。
17. ↑  “各駅の乗車人員（2015年度）”.   東日本旅客鉄道. 2019年3月10日閲覧。
18. ↑  “各駅の乗車人員（2016年度）”.   東日本旅客鉄道. 2019年3月10日閲覧。
19. ↑  “各駅の乗車人員（2017年度）”.   東日本旅客鉄道. 2019年7月9日閲覧。
20. ↑  “各駅の乗車人員（2018年度）”.   東日本旅客鉄道. 2019年7月9日閲覧。
21. ↑  “各駅の乗車人員（2019年度）”.   東日本旅客鉄道. 2020年7月12日閲覧。
22. ↑  “各駅の乗車人員（2020年度）”.   東日本旅客鉄道. 2021年7月24日閲覧。
23. ↑  “各駅の乗車人員（2021年度）”.   東日本旅客鉄道. 2022年8月7日閲覧。
24. ↑  “各駅の乗車人員（2022年度）”.   東日本旅客鉄道. 2023年7月10日閲覧。